# Iso-Syöte
Iso-Syöte est une petite station de sports d'hiver située en  Finlande, sur le territoire de la commune de Pudasjärvi, dans la région d'Ostrobotnie du Nord.

## Domaine skiable
Le domaine skiable est aménagé sur « la montagne la plus au sud de Finlande », selon la communication de la station. Le dénivelé maximal est de 192 mètres. La plus longue piste mesure 1 200 mètres. Le snowpark est le plus long du pays.